# Saint-Étienne-au-Mont
Saint-Étienne-au-Mont – miejscowość i gmina we Francji, w regionie Hauts-de-France, w departamencie Pas-de-Calais.
Według danych na rok 1990 gminę zamieszkiwało 5037 osób, a gęstość zaludnienia wynosiła 359 osób/km² (wśród 1549 gmin regionu Nord-Pas-de-Calais Saint-Étienne-au-Mont plasuje się na 181. miejscu pod względem liczby ludności, natomiast pod względem powierzchni na miejscu 148.).